# Кубок России по регби 2011
Кубок России по регби 2011 — 19-й по счету розыгрыш Кубка России, турнир, который проводился по системе с выбыванием.  Турнир прошел в рекордно кратчайшие сроки с 11 апреля по 2 мая, в связи с подготовкой Сборной России к Кубку мира по регби 2011 в Новой Зеландии, на который сборная отобралась первый раз в своей истории. В Кубке России приняли участие шесть команд: Енисей-СТМ (Красноярск), Красный Яр (Красноярск), Слава (Москва), Империя (Пенза), Спартак-ГМ (Москва) и Радуга (Таганрог).  Обладателем Кубка 6 раз в своей истории стал Красный Яр.
В Суперлиге Чемпионата России 2011 сыграли не все из участников Кубка России – «Радуга» провела сезон в Высшей лиге. В то же время, три команды, выступавшие в том сезоне в Суперлиге, в Кубке России не сыграли – это ВВА-Подмосковье (Монино), Фили (Москва) и РК Новокузнецк.
Таганрогская Радуга выступала в Кубке под таким названием в последний раз.  С 1 декабря 2011 года команда поменяла свое название на «Булава».

## Регламент
Групповой этап и полуфиналы, а также матч за 5-е место прошли в Крымске с 11 по 20 апреля. На предварительном этапе команды были разбиты на две группы. Первую составили Красный Яр, Слава и Радуга, во второй сыграли Енисей-СТМ, Империя и Спартак-ГМ.

## Матчи

### Группа А
| Команда    | И | В | Н | П | РИО | О |
| ---------- | - | - | - | - | --- | - |
| Красный Яр | 2 | 2 | 0 | 0 |     |   |
| Слава      | 2 | 1 | 0 | 1 |     |   |
| Радуга     | 0 | 0 | 0 | 2 |     |   |

### Группа Б
| Команда    | И | В | Н | П | РИО | О |
| ---------- | - | - | - | - | --- | - |
| Енисей-СТМ | 2 | 2 | 0 | 0 |     |   |
| Империя    | 2 | 1 | 0 | 1 |     |   |
| Спартак-ГМ | 2 | 0 | 0 | 2 |     |   |

Две красноярские команды выиграли по два матча и вышли в полуфинал с первого места. Еще двумя участниками 1/2 финала стали «Слава» и «Империя». «Красный Яр» обыграл Империю 37-24. Слава проиграла Енисею-СТМ 8-50. Матч за 3-е место не проводился.  В игре за 5 место «Спартак-ГМ» победил «Радугу» 34-16.

### Финал
В финале Кубка, который прошел 2 мая в Красноярске на стадионе Центральный, «Красный Яр» в дополнительное время обыграл «Енисей-СТМ» со счетом 9:6. Все очки победителям принес новозеландский полузащитник Додд, который в основное время забил два штрафных, а в овертайме точно выполнил дроп-гол.
| 2013-05-02 | Енисей-СТМ            | 6-9 | Красный Яр                             | Центральный (Красноярск) Зрителей: 2500 |
| 2013-05-02 | Штрафные: Новиков (2) |     | Штрафные: Додд (2) Дроп-голы: Додд (1) | Центральный (Красноярск) Зрителей: 2500 |